# Ancora vita è
Ancora vita è è il quarto singolo promozionale estratto dall'album Raccontami di te di Marco Masini, scritto con Giuseppe Dati.
Dal ritmo piacevole, la canzone incita a non abbandonarsi alla monotonia della vita e ad essere sempre creativi.

## Tracce
1. Ancora vita è – 4:34